# Ethyl carfluzepate
Ethyl carfluzepate  là một loại thuốc là một dẫn xuất của benzodiazepine. Nó tương tự như ethyl loflazepate trong cấu trúc hóa học, sự khác biệt khác là không có nhóm methylcarbamoyl. Tác dụng chủ yếu của thuốc là an thần và gây ngủ.